# Finncon

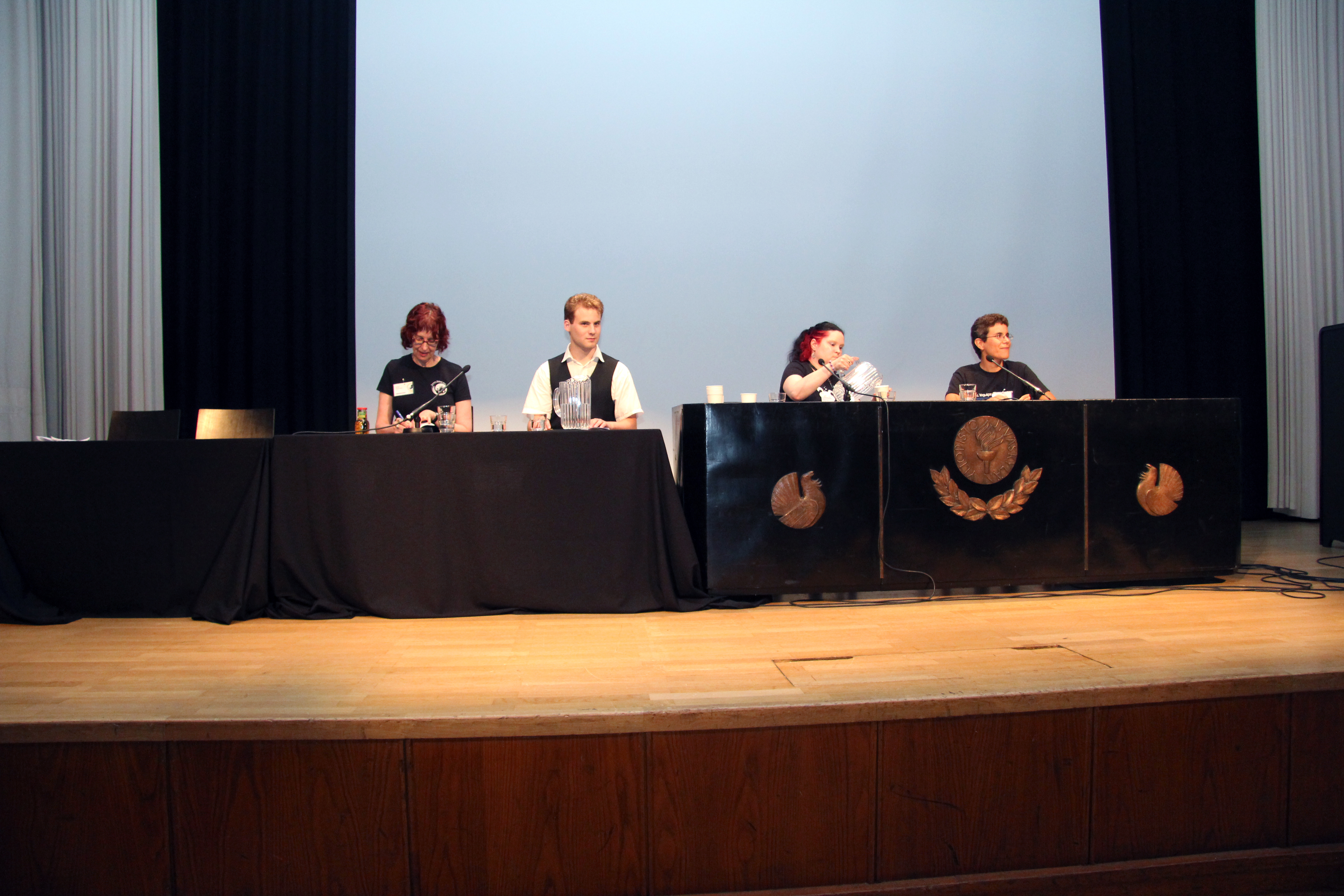
Paneldiskussion på Finncon i Jyväskylä 2010.

Finncon är den största science fiction och fantasykongressen i Finland och en av de största europeiska kongresserna. Finncon skiljer sig från de flesta andra kongresser genom att inträdet är gratis. Detta har lett till att besökarantalet ibland varit så högt att det överskridit 5000. Länge arrangerades kongressen vartannat år, sedan 2006 har den emellertid varit årligen återkommande. Den arrangeras växelvis i Helsingfors, Jyväskylä, Åbo och Tammerfors.
2003 introducerades också svenska programpunkter och sedan dess har svenskan haft sitt hörn av kongressen.
1999 ordnades Animecon i samband med Finncon, det upprepades 2003 och arrangerades tillsammans med Finncon till och med 2009, innan det för vad man sade var sista gången samarrangerades 2011.

## Lista över alla Finncon och dess hedersgäster
- 1986 i Helsingfors. Hedersgäst: Brian Aldiss
- 1989 i Helsingfors. Hedersgäster: John Brunner, Tom Ölander
- 1991 i Helsingfors. Hedersgäst: Iain Banks
- 1993 i Helsingfors. Hedersgäst: Terry Pratchett och Bryan Talbot
- 1995 i Jyväskylä. Hedersgäster: Bruce Sterling, Vonda McIntyre, Storm Constantine
- 1997 i Helsingfors. Hedersgäster: Norman Spinrad och Ian McDonald
- 1999 i Åbo. Hedersgäster: Connie Willis och Philip Pullman
- 2000 i Helsingfors. Hedersgäster: Neil Gaiman, Stephen Baxter, Ken MacLeod
- 2001 i Jyväskylä. Hedersgäster: Jonathan Carroll, David Langford, Stelarc. Richard Stallman, Johanna Sinisalo
- 2003 i Åbo, Finncon var på samma gång Eurocon. Hedersgäster: Michael Swanwick, Jonathan Clements, Steve Sansweet, Karolina Bjällerstedt Mickos
- 2004 i Jyväskylä. Hedersgäster: Robin Hobb, Gwyneth Jones, John Clute, Cheryl Morgan
- 2006 i Helsingfors. Hedersgäster: Jeff VanderMeer, Risto Isomäki, Justina Robson, Rickard Berghorn
- 2007 i Jyväskylä. Hedersgäster: Ellen Datlow, Joe Haldeman, Gay Haldeman, Elizabeth Hand, Cheryl Morgan, Ben Roimola
- 2008 i Tammerfors. Hedersgäster: M John Harrison, Farah Mendlesohn, Charles Vess, Petri Hiltunen, Ms. Mandu
- 2009 i Helsingfors. Hedersgäster: George R.R. Martin, Alastair Reynolds
- 2010 i Jyväskylä. Hedersgäster: Ellen Kushner, Pat Cadigan, Sari Peltoniemi
- 2011 i Åbo. Hedersgäster: Nalo Hopkinson, Richard Morgan
- 2012 i Tammerfors. Hedersgäster: Lois McMaster Bujold, Liz Williams, Irma Hirsjärvi
- 2013 i Helsingfors. Hedersgäster: Aliette de Bodard, J. Pekka Mäkelä, Peter Watts, Stefan Ekman
- 2014 i Jyväskylä. Hedersgäster: Elizabeth Bear, Hannu Rajaniemi, Jukka Halme
- 2016 i Tammerfors. Hedersgäster: Jasper Fforde, Anne Leinonen, Catherynne M. Valente, Eeva-Liisa Tenhunen
- 2018 i Åbo. Hedersgäster: Lauren Beukes, Maria Turtschaninoff, Merja Polvinen
- 2019 i Jyväskylä. Hedersgäster: Charles Stross, Kersti Juva, Raine Koskimaa, Cheryl Morgan
- 2020 i Tammerfors. Hedersgäster: